# Sinagoga de la Comunidad Israelita de Uruguay
La Sinagoga de la Comunidad Israelita de Uruguay es un edificio religioso judío, ubicado en Montevideo (Uruguay). Perteneciente a la Comunidad Israelita del Uruguay (Kehilá), abrió sus puertas en 1981 dentro del mismo complejo que albergaba el centro comunitario de la comunidad, de origen asquenazí, en el barrio Centro.
En 2020 se adopta la decisión de mudar la ubicación de este centro comunitario, con tal motivo se adquiere un inmueble en el barrio Punta Carretas. Como consecuencia, el edificio fue puesto a la venta, y adquirido por la Intendencia Departamental de Montevideo, que lo destinó a albergar la sede de la Escuela Multidisciplinaria de Arte Dramático Margarita Xirgu, que lo reinauguró en mayo de 2024.